# Centralny kościół baptystyczny we Lwowie
Centralny kościół baptystyczny we Lwowie – jest położony przy ul. Zielonej 11-A w dzielnicy Łyczaków i stanowi główną świątynię baptystyczną we Lwowie. Uprzednio, w latach 1685–1784 budynek służył jako rzymskokatolicki kościół św. Urszuli, a następnie, w latach 1786–1945 miejscowemu kościołowi ewangelicko-augsburskiemu.

## Historia

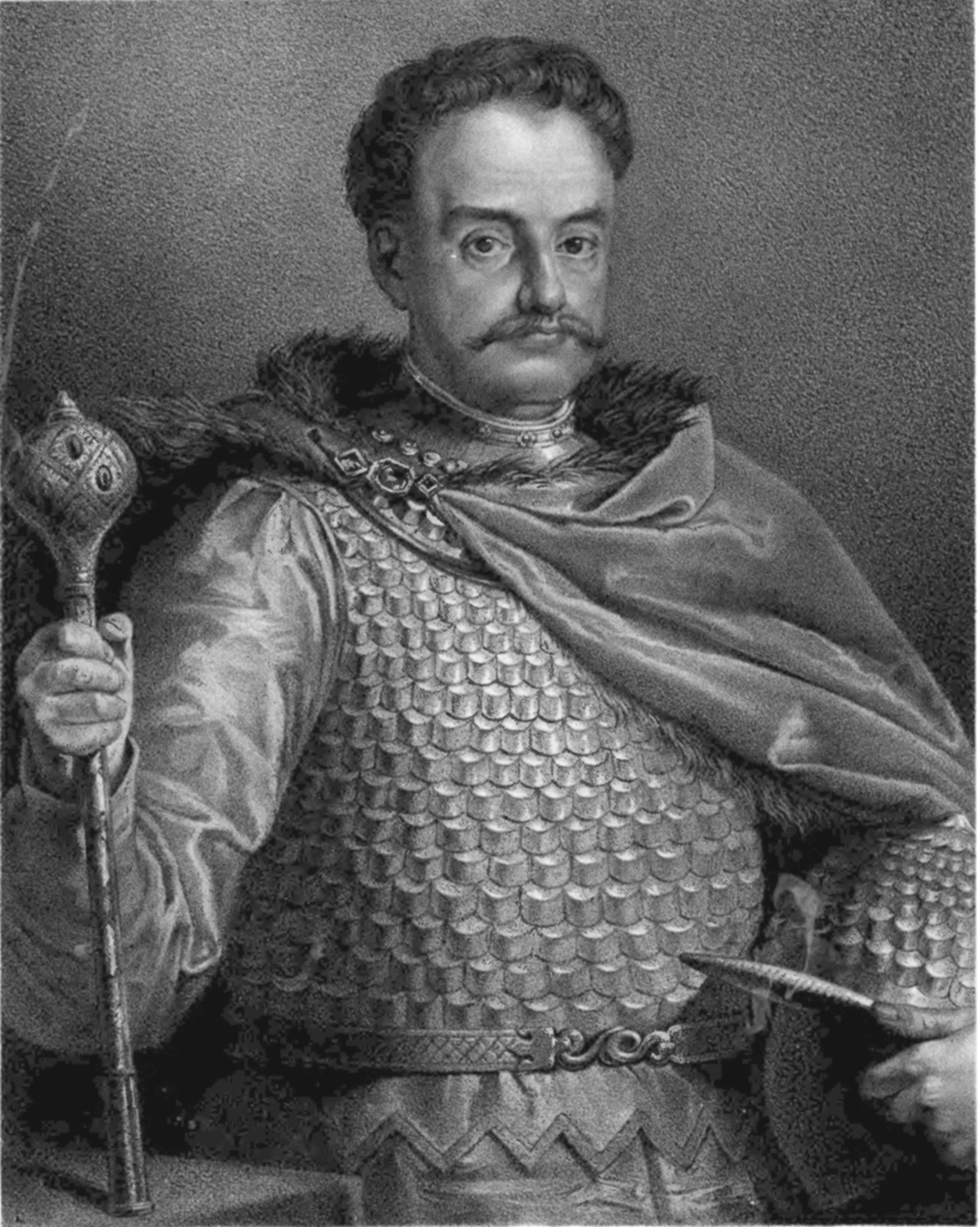
Stanisław Jan Jabłonowski – fundator świątyni

Fundatorem kościoła św. Urszuli i klasztoru dominikanów obserwantów był w 1678 kasztelan krakowski i hetman wielki koronny Stanisław Jabłonowski. Prace budowlane trwały do 1685. Wnętrze świątyni zdobiono freskami Józefa Marry’ego, nadwornego artysty Jabłonowskich.
Twórcą placówki był ojciec Ambroży Skopowski (1631–1705), jeden z założycieli polskiej gałęzi ruchu obserwanckiego wśród dominikanów. Zgodę na powstanie placówki dał prowincjał ruski, ojciec Jacek Kłoński.
Klasztor lwowski był najmniejszym z 12 istniejących w Rzeczypospolitej konwentów dominikanów obserwantów.
W 1772, w momencie zajęcia Lwowa przez Austriaków w wyniku I rozbioru Polski w konwencie żyło tylko trzech braci zakonnych. W 1784 Klasztor uległ kasacie w wyniku reform józefińskich przeprowadzonych przez cesarza Józefa II. Opuszczony kościół został przekazany lwowskiej wspólnocie ewangelicko-augsburskiej i dostosowany do potrzeb kultowych protestantów. W ołtarzu głównym pojawił się obraz Józefa Rejchana, Ukrzyżowanie.
W 1842 w kościele odprawiono nabożeństwo za duszę rosyjskiego generała Piotra Wittgensteina, uczestnika wojny z 1812, który zmarł, przejeżdżając przez Lwów.
W 1929 na fasadzie kościoła wbudowano tablicę pamiątkową z okazji 400-lecia protestantyzmu i 150. rocznicy istnienia Kościoła ewangelickiego we Lwowie.
Po 1945 w kościele ulokowano magazyn płyt wytwórni Miełodija.
Po 1990 budynek kościoła został przekazany Wszechukraińskiemu Kościołowi Ewangelicznych Chrześcijan Baptystów – wschodniosłowiańskiej gałęzi ruchu baptystycznego. Do 1997 kościół przebudowano i odrestaurowano.

## Architektura
Kościół wzniesiony został w stylu barokowym, ma dwie wieże i oryginalną, lekko wklęsłą fasadę, o chłodnym wystroju architektonicznym, charakterystycznym dla budowli zakonu dominikanów – pierwotnych właścicieli świątyni.
Przebudowa i odnowienie budynku związane było z przystosowaniem go do potrzeb protestanckiego kultu. O ile fasada świątyni i jego architektura zewnętrzna nie uległa większym zmianom, jego wnętrze zostało urządzone na potrzeby zboru baptystycznego. W wystroju świątyni brak jest ołtarzy i obrazów. Centralne miejsce prezbiterium stanowi ambona oddzielona balaskami, za którą znajduje się pięciorzędowy chór, również od boków i z przodu otoczony balaskami. Pod amboną i poniżej balasek oddzielających ambonę i chór znajduje stół komunijny z zastawionymi od tyłu krzesłami, użytkowany do sprawowania Wieczerzy Pańskiej.
Na ścianie frontowej prezbiterium powyżej ambony i chóru znajduje się drewniana rzeźbiona tablica ograniczona dwiema kolumnami i licznymi zdobieniami o motywie roślinnym przy kątach i u dołu, zwieńczona u góry łukiem, na której widnieje złocony napis biblijny zaczerpnięty z 1 Kor 1,23–24: „My zwiastujemy Chrystusa ukrzyżowanego, który jest mocą Bożą i mądrością Bożą”. Poniżej tekstu na tablicy znajduje się wśród innych zdobień o motywie roślinnym, także rzeźbiony symbol stołu na którym leży Biblia z kielichem komunijnym.